# Brutus de Bretanya
Brutus de Bretanya o Brutus de Troia és un personatge mitològic, descendent de l'heroi troià Enees, el qual apareix en les llegendes medievals britàniques com a fundador i primer rei de Bretanya. L'escrit més antic en què és citat és la Historia Britonum del segle ix, però és més conegut per la Historia Regum Britanniae (s. XII) del cronista Geoffrey de Monmouth. No obstant això, no és esmentat en cap font documental clàssica i, per tant, és considerat una invenció afegida posteriorment.

## Historia Britonum
La Historia Britonum va ser escrita per Nennius, probablement un monjo. Parteix de l'afirmació que "l'illa de Bretanya deriva el seu nom de Brutus, un cònsol romà", el mateix que també va conquerir Hispània. La idea sorgeix d'Isidor de Sevilla, el qual proposava al segle VII en el seu llibre Etimologies que la paraula Bretanya derivava del general romà Decimus Junius Brutus Callaicus, el qual va conquerir les terres del nord-oest de la península Ibèrica l'any 138 aC. A Roma, corria una llegenda que deia que aquest Brutus era net del net d'Enees. Isidor va donar una explicació basada en aquesta llegenda popular i no en una autèntica etimologia lingüística. El mateix tipus d'etimologia que es va fer servir per escriure la Taula de les nacions, que per a la mentalitat del segle VII era una història acceptable i que enllaçava figures bíbliques amb la casa reial de Troia.
Barrejant amb dades procedents d'escriptors del segle i aC, l'historiador Titus Livi i el poeta Virgili, la Historia Britonum narra com Enees, fugint de la destrucció de Troia, es va establir al Latium. Allà, el seu fill Ascani va fundar la ciutat d'Alba Longa. A partir d'aquí hi ha dues versions:
- Ascani es casa i la seva dona queda embarassada.
- El segon fill d'Enees, anomenat Silvius, es casa i deixa la seva dona embarassada.

Sigui quin sigui el pare, consulta amb un endeví el futur del nen i li diu que serà l'home més valent d'Itàlia. Ascani, enrabiat per la gelosia, fa matar l'endeví i la mare mor en el part.
Al noi li posen de nom Brutus i, un dia, accidentalment, mata el seu pare amb una fletxa desviada i és expulsat de la comunitat. Brutus enceta un viatge sense rumb fix passant per diverses illes de la mar Tirrena i per la Gàl·lia, on funda la ciutat de Tours. Finalment, s'estableix en un territori al qual posa el nom de Bretanya i on té molts descendents. El seu regnat, diu la llegenda, és contemporani al summe sacerdot d'Israel Eli i amb l'època en què l'arca de l'Aliança fou presa pels filisteus.
En una variant de la Historia Britonum Brutus és fill d'Ascani, el qual és fill de Silvius i segueix la seva genealogia fins a Cam, fill de Noè. Encara hi ha una altra versió que ofereix una genealogia diferent, segons la qual era net del rei de Roma Numa Pompili, que era fill d'Ascani i descendent de Jàfet, fill de Noè.
En la Historia Britonum s'esmenta un altre Brutus, fill d'un tal Hisicion, fill d'Alanus, el primer europeu, el qual era descendent de Jàfet. Els germans d'aquest Brutus es deien: Francus, Alamanus i Romanus, els quals serien els creadors d'importants nacions europees.

## Historia Regum Britanniae

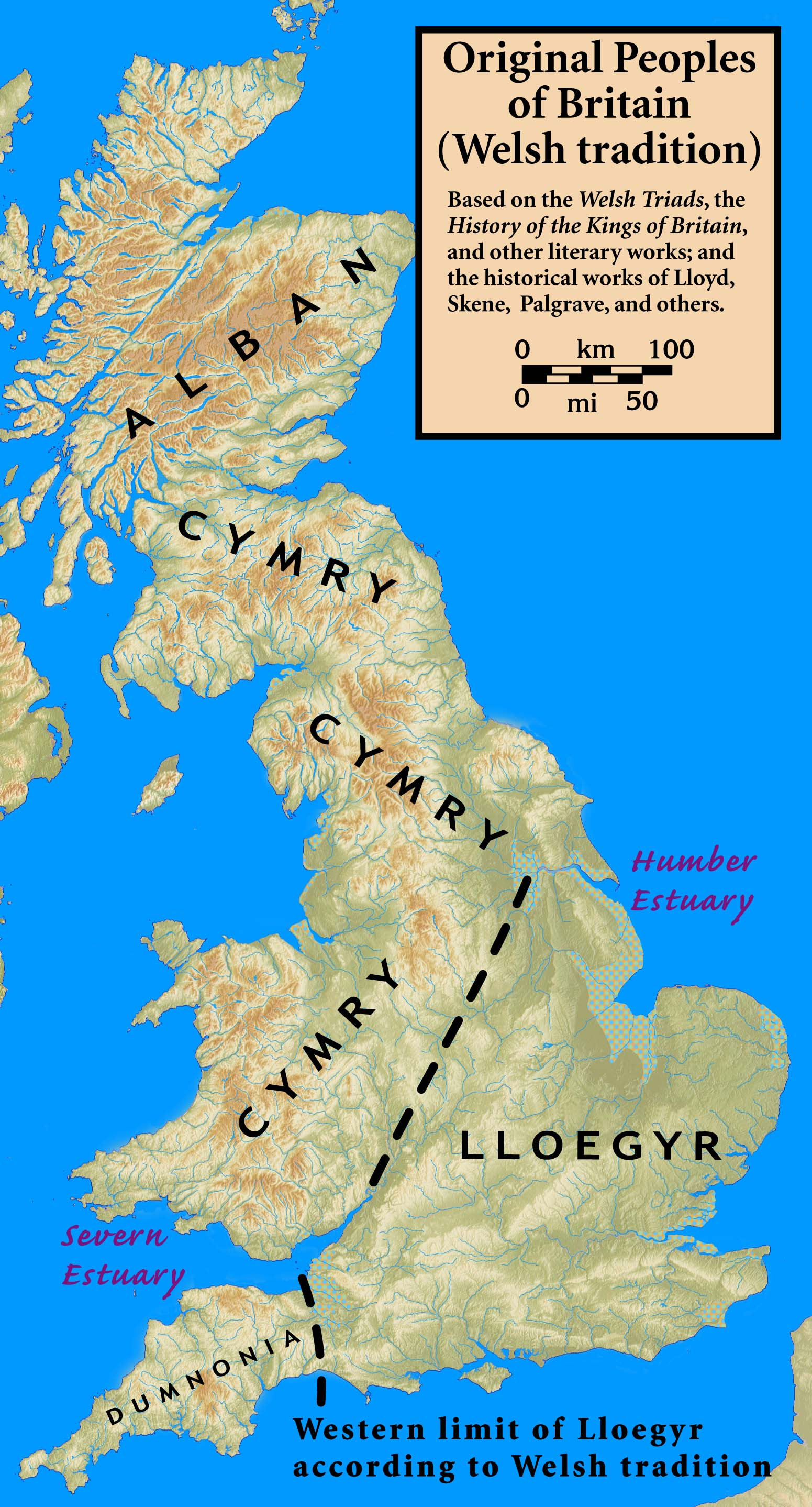
Pobles originaris de Gran Bretanya segons la Historia Regum Britanniae

Geoffrey de Monmouth narra la mateixa llegenda amb més detall dins del seu Historia Regum Britanniae, basat principalment en Nennius. En aquesta versió, Brutus és el net en lloc del fill d'Ascani; el seu pare és Ascani el fill de Silvius. L'àugur que prediu un gran futur per al nen abans de néixer també anuncia que llevarà la vida als seus progenitors. La mare mor al part i el pare, temorós de ser el següent a morir, el fa fora del seu regne. Brutus viatja a Grècia i descobreix un grup de troians esclavitzats. Després d'una sèrie de batalles, derrota el rei Pandrasus atacant el seu campament de nit i capturant els seus guàrdies personals. Prenent el rei com a ostatge, el força a alliberar els troians. Pandrasus li ofereix la seva filla Ignoge en matrimoni i vaixells amb provisions perquè marxin.
Els troians fan cap a una illa deserta, on troben un temple abandonat dedicat a Diana. El grup fa els rituals d'honor a la deessa i es queden a passar la nit. Mentre dorm, Diana presenta en somnis a Brutus les terres que té destinades per establir-s'hi, una illa a l'oceà que hi ha a l'oest habitada només per uns pocs gegants.
Brutus continua el seu viatge passant algunes aventures al nord d'Àfrica i té una trobada amb les sirenes. Poc després, descobreix un altre grup de troians exiliats vivint a la costa de la mar Tirrena, governats per un guerrer anomenat Corineus. En terres de la Gàl·lia, Corineus provoca una guerra amb Goffarius Pictus, rei d'Aquitània, per haver caçat a les seves terres sense el degut permís. El nebot de Brutus, anomenat Turonus, mor en la batalla i funden la ciutat de Tours al lloc on va ser enterrat. Els troians s'han d'enfrontar diverses vegades als gals i en sobreviuen, però són conscients que són inferiors en nombre; per tant, decideixen tornar a les seves naus i continuar viatjant. Arriben a Bretanya, en aquell temps anomenada Albion. Desembarquen a Totonesium litus ('la costa de Totnes'). S'enfronten als gegants que hi habiten i els derroten.
Brutus canvia el nom de l'illa pel de Britannia i esdevé el primer rei. Corineus s'encarrega de governar les terres del sud-oest, que s'anomenen Cornualla en honor seu. Uns gegants, encara supervivents, els amenacen durant una celebració. Els troians maten els gegants excepte un, el seu líder anomenat Goemagot. Corineus i Goemagot s'enfronten en un combat singular, amb el resultat que el troià fa caure el gegant pel penya-segat i aquest mor. Posteriorment, Brutus funda una ciutat a la riba del Tàmesi i li posa per nom Troia Nova. Amb el temps, la gent prefereix fer servir el nom Trinovantum, que més endavant es coneixeria amb el nom de Londinum (Londres). Durant vint-i-quatre anys, Brutus crea lleis i governa en aquesta ciutat. En morir, el seu regne és dividit entre els seus fills: Locrinus (Anglaterra), Albanactus (Escòcia) i Kamber (Gal·les).
|                                      |                                      |                                      |                                      |                                      |                                      |  |  |                        |  |  |  |  |  |  |  | Enees                                                             |                                                                   |                                                                   |                                                                   |                                                                   |                                                                   |  |  |                                         |                                         |                                         |                                         |                                         |                                         |  |  |                                            |                                            |                                            |                                            |                                            |                                            |  |  |
|                                      |                                      |                                      |                                      |                                      |                                      |  |  |                        |  |  |  |  |  |  |  |                                                                   |                                                                   |                                                                   |                                                                   |                                                                   |                                                                   |  |  |                                         |                                         |                                         |                                         |                                         |                                         |  |  |                                            |                                            |                                            |                                            |                                            |                                            |  |  |
|                                      |                                      |                                      |                                      |                                      |                                      |  |  |                        |  |  |  |  |  |  |  | Ascani                                                            |                                                                   |                                                                   |                                                                   |                                                                   |                                                                   |  |  |                                         |                                         |                                         |                                         |                                         |                                         |  |  |                                            |                                            |                                            |                                            |                                            |                                            |  |  |
|                                      |                                      |                                      |                                      |                                      |                                      |  |  |                        |  |  |  |  |  |  |  |                                                                   |                                                                   |                                                                   |                                                                   |                                                                   |                                                                   |  |  |                                         |                                         |                                         |                                         |                                         |                                         |  |  |                                            |                                            |                                            |                                            |                                            |                                            |  |  |
| Corineus rei de Cornualla (Dumnonia) | Corineus rei de Cornualla (Dumnonia) | Corineus rei de Cornualla (Dumnonia) | Corineus rei de Cornualla (Dumnonia) | Corineus rei de Cornualla (Dumnonia) | Corineus rei de Cornualla (Dumnonia) |  |  |                        |  |  |  |  |  |  |  | Brutus 1r rei de Bretanya                                         | Brutus 1r rei de Bretanya                                         | Brutus 1r rei de Bretanya                                         | Brutus 1r rei de Bretanya                                         | Brutus 1r rei de Bretanya                                         | Brutus 1r rei de Bretanya                                         |  |  |                                         |                                         |                                         |                                         |                                         |                                         |  |  | Innogen                                    | Innogen                                    | Innogen                                    | Innogen                                    | Innogen                                    | Innogen                                    |  |  |
| Corineus rei de Cornualla (Dumnonia) | Corineus rei de Cornualla (Dumnonia) | Corineus rei de Cornualla (Dumnonia) | Corineus rei de Cornualla (Dumnonia) | Corineus rei de Cornualla (Dumnonia) | Corineus rei de Cornualla (Dumnonia) |  |  |                        |  |  |  |  |  |  |  | Brutus 1r rei de Bretanya                                         | Brutus 1r rei de Bretanya                                         | Brutus 1r rei de Bretanya                                         | Brutus 1r rei de Bretanya                                         | Brutus 1r rei de Bretanya                                         | Brutus 1r rei de Bretanya                                         |  |  |                                         |                                         |                                         |                                         |                                         |                                         |  |  | Innogen                                    | Innogen                                    | Innogen                                    | Innogen                                    | Innogen                                    | Innogen                                    |  |  |
|                                      |                                      |                                      |                                      |                                      |                                      |  |  |                        |  |  |  |  |  |  |  |                                                                   |                                                                   |                                                                   |                                                                   |                                                                   |                                                                   |  |  |                                         |                                         |                                         |                                         |                                         |                                         |  |  |                                            |                                            |                                            |                                            |                                            |                                            |  |  |
|                                      |                                      |                                      |                                      |                                      |                                      |  |  |                        |  |  |  |  |  |  |  |                                                                   |                                                                   |                                                                   |                                                                   |                                                                   |                                                                   |  |  |                                         |                                         |                                         |                                         |                                         |                                         |  |  |                                            |                                            |                                            |                                            |                                            |                                            |  |  |
| Gwendolen reina de Bretanya          | Gwendolen reina de Bretanya          | Gwendolen reina de Bretanya          | Gwendolen reina de Bretanya          | Gwendolen reina de Bretanya          | Gwendolen reina de Bretanya          |  |  |                        |  |  |  |  |  |  |  | Locrinus rei de Logres (Lloegyr / Anglaterra) després de Bretanya | Locrinus rei de Logres (Lloegyr / Anglaterra) després de Bretanya | Locrinus rei de Logres (Lloegyr / Anglaterra) després de Bretanya | Locrinus rei de Logres (Lloegyr / Anglaterra) després de Bretanya | Locrinus rei de Logres (Lloegyr / Anglaterra) després de Bretanya | Locrinus rei de Logres (Lloegyr / Anglaterra) després de Bretanya |  |  | Kamber rei de Càmbria (Cymry / Gal·les) | Kamber rei de Càmbria (Cymry / Gal·les) | Kamber rei de Càmbria (Cymry / Gal·les) | Kamber rei de Càmbria (Cymry / Gal·les) | Kamber rei de Càmbria (Cymry / Gal·les) | Kamber rei de Càmbria (Cymry / Gal·les) |  |  | Albanactus rei d'Alba (Yr Alban / Escòcia) | Albanactus rei d'Alba (Yr Alban / Escòcia) | Albanactus rei d'Alba (Yr Alban / Escòcia) | Albanactus rei d'Alba (Yr Alban / Escòcia) | Albanactus rei d'Alba (Yr Alban / Escòcia) | Albanactus rei d'Alba (Yr Alban / Escòcia) |  |  |
| Gwendolen reina de Bretanya          | Gwendolen reina de Bretanya          | Gwendolen reina de Bretanya          | Gwendolen reina de Bretanya          | Gwendolen reina de Bretanya          | Gwendolen reina de Bretanya          |  |  |                        |  |  |  |  |  |  |  | Locrinus rei de Logres (Lloegyr / Anglaterra) després de Bretanya | Locrinus rei de Logres (Lloegyr / Anglaterra) després de Bretanya | Locrinus rei de Logres (Lloegyr / Anglaterra) després de Bretanya | Locrinus rei de Logres (Lloegyr / Anglaterra) després de Bretanya | Locrinus rei de Logres (Lloegyr / Anglaterra) després de Bretanya | Locrinus rei de Logres (Lloegyr / Anglaterra) després de Bretanya |  |  | Kamber rei de Càmbria (Cymry / Gal·les) | Kamber rei de Càmbria (Cymry / Gal·les) | Kamber rei de Càmbria (Cymry / Gal·les) | Kamber rei de Càmbria (Cymry / Gal·les) | Kamber rei de Càmbria (Cymry / Gal·les) | Kamber rei de Càmbria (Cymry / Gal·les) |  |  | Albanactus rei d'Alba (Yr Alban / Escòcia) | Albanactus rei d'Alba (Yr Alban / Escòcia) | Albanactus rei d'Alba (Yr Alban / Escòcia) | Albanactus rei d'Alba (Yr Alban / Escòcia) | Albanactus rei d'Alba (Yr Alban / Escòcia) | Albanactus rei d'Alba (Yr Alban / Escòcia) |  |  |
|                                      |                                      |                                      |                                      |                                      |                                      |  |  |                        |  |  |  |  |  |  |  |                                                                   |                                                                   |                                                                   |                                                                   |                                                                   |                                                                   |  |  |                                         |                                         |                                         |                                         |                                         |                                         |  |  |                                            |                                            |                                            |                                            |                                            |                                            |  |  |
|                                      |                                      |                                      |                                      |                                      |                                      |  |  | Maddan rei de Bretanya |  |  |  |  |  |  |  |                                                                   |                                                                   |                                                                   |                                                                   |                                                                   |                                                                   |  |  |                                         |                                         |                                         |                                         |                                         |                                         |  |  |                                            |                                            |                                            |                                            |                                            |                                            |  |  |

## Impacte de la llegenda

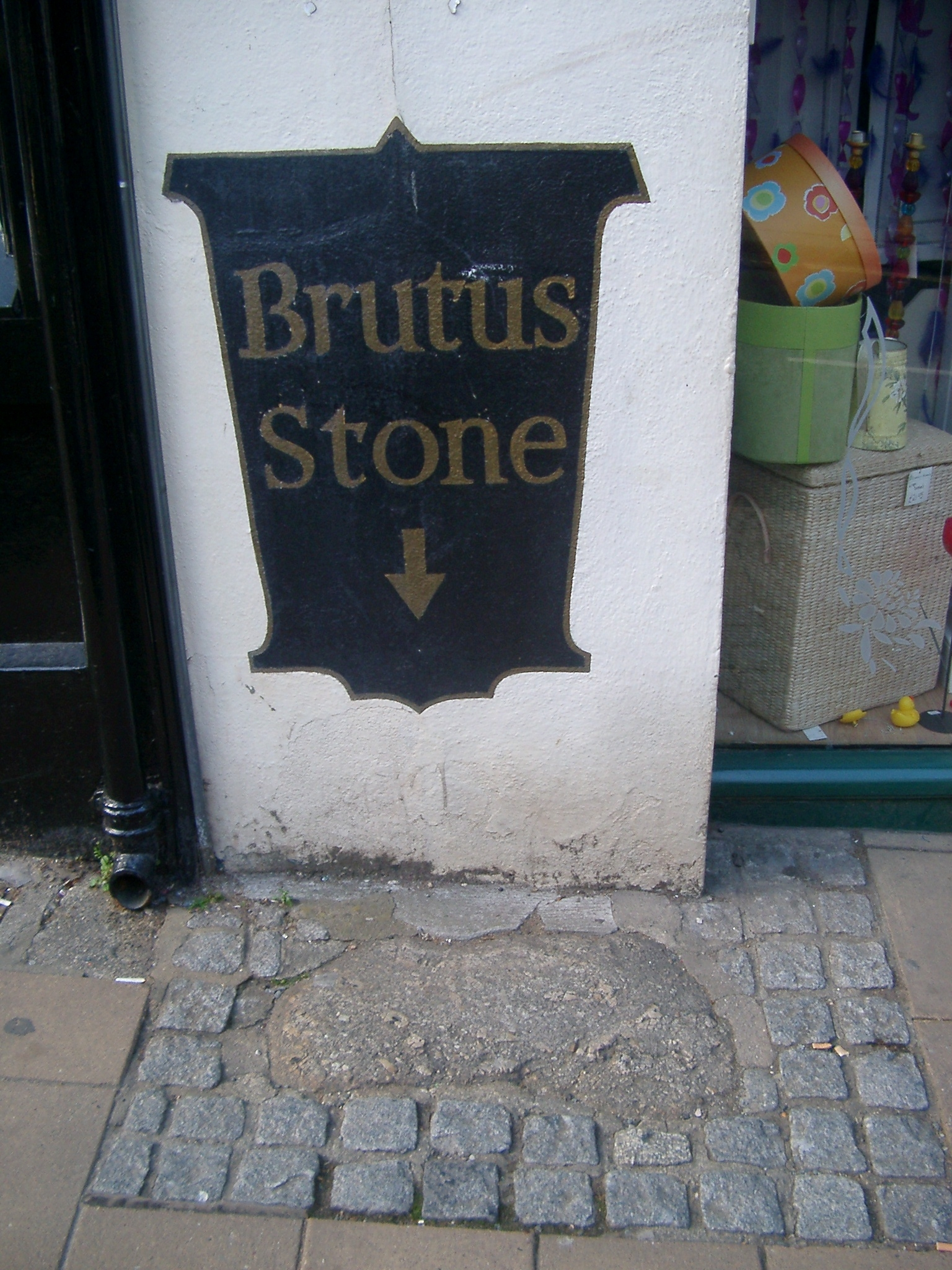
Pedra commemorativa a Devon

Aviat es van fer traduccions del llibre de Geoffrey des de l'idioma original, el llatí, a altres llengües, com ara la versió de Robert Wace escrita en l'idioma franconormand, titulada Roman de Brut, o la versió en anglès medieval escrita per Layamon, titulada Brut. D'aquesta manera, la paraula Brut va esdevenir una mena de sinònim per a referir-se a "crònica sobre la història de Bretanya". Una d'entre les moltes adaptacions al gal·lès es va anomenar Brut i Brenhinedd («Crònica dels reis»). Brut i Tywysogion («La crònica dels prínceps») és el títol d'una obra més completa sobre els governants de Gal·les des del segle VII fins a la pèrdua de la seva independència i és un llibre d'història sense cap contingut llegendari, però el títol reflecteix el renom que va obtenir l'obra de Geoffrey. Els inicis mitològics proposats per Geoffrey de Monmouth han format part de la introducció a tractats d'història sobre Bretanya fets per: Alfred of Beverley, Nicholas Trivet, Giraldus Cambrensis. Alguns, fins i tot, van donar per cert aquest mite, com és el cas de la Crònica de Holinshed (1577).
Al segle xviii, el poeta anglès Hildebrand Jacob va escriure un poema titulat Brutus el troià, fundador de l'imperi britànic, una continuació de les llegendes medievals abans descrites.
En el llibre de Geoffrey s'hi diu que Brutus i la seva gent van desembarcar a Totnes (Devon) i en un carrer d'aquest s'hi va instal·lar una estela commemorativa. No se sap en quin moment es va posar aquesta pedra, però ja surt esmentada en una guia de viatges del 1697, anomenada John Prince's Worthies of Devon.

## Relació amb els romans
En el capítol dedicat a la conquesta romana de Britànnia, Geoffroy de Monmouth va albirar una al·lusió inspirada del Llibre iv de la Guerra de les Gàl·lies de Juli Cèsar: «Després d'haver vist l'illa de Britànnia, Cèsar es va informar sobre l'illa i la gent que l'habitava. Quan va conèixer el nom de l'illa i els seus habitants, va exclamar, girant els seus ulls cap a l'oceà: Per Hèrcules, romans i bretons, som de la mateixa raça, ja que descendim dels troians. Enees, va ser el nostre primer pare, Brutus va ser el seu, el fill de Silvi, net d'Ascani i besnet d'Enees».
|        |        |        |        |        |        | Anquises      | Anquises      | Anquises      | Anquises      | Anquises      | Anquises      |          |          |          |          |              |            | Venus      | Venus      | Venus       | Venus       | Venus       | Venus       |             |             |           |           | Latinus   | Latinus   | Latinus | Latinus | Latinus | Latinus |  |  |  |  |  |  |  |  |  |  |
|        |        |        |        |        |        | Anquises      | Anquises      | Anquises      | Anquises      | Anquises      | Anquises      |          |          |          |          |              |            | Venus      | Venus      | Venus       | Venus       | Venus       | Venus       |             |             |           |           | Latinus   | Latinus   | Latinus | Latinus | Latinus | Latinus |  |  |  |  |  |  |  |  |  |  |
|        |        |        |        |        |        |               |               |               |               |               |               |          |          |          |          |              |            |            |            |             |             |             |             |             |             |           |           |           |           |         |         |         |         |  |  |  |  |  |  |  |  |  |  |
| Creüsa | Creüsa | Creüsa | Creüsa | Creüsa | Creüsa |               |               |               |               |               |               | Enees    | Enees    | Enees    | Enees    | Enees        | Enees      |            |            |             |             |             |             |             |             |           |           | Lavínia   | Lavínia   | Lavínia | Lavínia | Lavínia | Lavínia |  |  |  |  |  |  |  |  |  |  |
| Creüsa | Creüsa | Creüsa | Creüsa | Creüsa | Creüsa |               |               |               |               |               |               | Enees    | Enees    | Enees    | Enees    | Enees        | Enees      |            |            |             |             |             |             |             |             |           |           | Lavínia   | Lavínia   | Lavínia | Lavínia | Lavínia | Lavínia |  |  |  |  |  |  |  |  |  |  |
|        |        |        |        |        |        |               |               |               |               |               |               |          |          |          |          |              |            |            |            |             |             |             |             |             |             |           |           |           |           |         |         |         |         |  |  |  |  |  |  |  |  |  |  |
|        |        |        |        |        |        | Ascani o Iulo | Ascani o Iulo | Ascani o Iulo | Ascani o Iulo | Ascani o Iulo | Ascani o Iulo |          |          |          |          |              |            |            |            | Silvius     | Silvius     | Silvius     | Silvius     | Silvius     | Silvius     |           |           |           |           |         |         |         |         |  |  |  |  |  |  |  |  |  |  |
|        |        |        |        |        |        | Ascani o Iulo | Ascani o Iulo | Ascani o Iulo | Ascani o Iulo | Ascani o Iulo | Ascani o Iulo |          |          |          |          |              |            |            |            | Silvius     | Silvius     | Silvius     | Silvius     | Silvius     | Silvius     |           |           |           |           |         |         |         |         |  |  |  |  |  |  |  |  |  |  |
|        |        |        |        |        |        | Silvius       | Silvius       | Silvius       | Silvius       | Silvius       | Silvius       |          |          |          |          |              |            |            |            | Enees Silvi | Enees Silvi | Enees Silvi | Enees Silvi | Enees Silvi | Enees Silvi |           |           |           |           |         |         |         |         |  |  |  |  |  |  |  |  |  |  |
|        |        |        |        |        |        | Silvius       | Silvius       | Silvius       | Silvius       | Silvius       | Silvius       |          |          |          |          |              |            |            |            | Enees Silvi | Enees Silvi | Enees Silvi | Enees Silvi | Enees Silvi | Enees Silvi |           |           |           |           |         |         |         |         |  |  |  |  |  |  |  |  |  |  |
|        |        |        |        |        |        | Brutus        | Brutus        | Brutus        | Brutus        | Brutus        | Brutus        |          |          |          |          |              |            |            |            | Llatí       | Llatí       | Llatí       | Llatí       | Llatí       | Llatí       |           |           |           |           |         |         |         |         |  |  |  |  |  |  |  |  |  |  |
|        |        |        |        |        |        | Brutus        | Brutus        | Brutus        | Brutus        | Brutus        | Brutus        |          |          |          |          |              |            |            |            | Llatí       | Llatí       | Llatí       | Llatí       | Llatí       | Llatí       |           |           |           |           |         |         |         |         |  |  |  |  |  |  |  |  |  |  |
|        |        |        |        |        |        |               |               |               |               |               |               |          |          |          |          |              |            |            |            | Alba        |             |             |             |             |             |           |           |           |           |         |         |         |         |  |  |  |  |  |  |  |  |  |  |
|        |        |        |        |        |        |               |               |               |               |               |               |          |          |          |          |              |            |            |            |             |             |             |             |             |             |           |           |           |           |         |         |         |         |  |  |  |  |  |  |  |  |  |  |
|        |        |        |        |        |        |               |               |               |               |               |               |          |          |          |          |              |            |            |            | Atis        |             |             |             |             |             |           |           |           |           |         |         |         |         |  |  |  |  |  |  |  |  |  |  |
|        |        |        |        |        |        |               |               |               |               |               |               |          |          |          |          |              |            |            |            |             |             |             |             |             |             |           |           |           |           |         |         |         |         |  |  |  |  |  |  |  |  |  |  |
|        |        |        |        |        |        |               |               |               |               |               |               |          |          |          |          |              |            |            |            | Capis       |             |             |             |             |             |           |           |           |           |         |         |         |         |  |  |  |  |  |  |  |  |  |  |
|        |        |        |        |        |        |               |               |               |               |               |               |          |          |          |          |              |            |            |            |             |             |             |             |             |             |           |           |           |           |         |         |         |         |  |  |  |  |  |  |  |  |  |  |
|        |        |        |        |        |        |               |               |               |               |               |               |          |          |          |          |              |            |            |            | Capetus     |             |             |             |             |             |           |           |           |           |         |         |         |         |  |  |  |  |  |  |  |  |  |  |
|        |        |        |        |        |        |               |               |               |               |               |               |          |          |          |          |              |            |            |            |             |             |             |             |             |             |           |           |           |           |         |         |         |         |  |  |  |  |  |  |  |  |  |  |
|        |        |        |        |        |        |               |               |               |               |               |               |          |          |          |          |              |            |            |            | Tiberí      |             |             |             |             |             |           |           |           |           |         |         |         |         |  |  |  |  |  |  |  |  |  |  |
|        |        |        |        |        |        |               |               |               |               |               |               |          |          |          |          |              |            |            |            |             |             |             |             |             |             |           |           |           |           |         |         |         |         |  |  |  |  |  |  |  |  |  |  |
|        |        |        |        |        |        |               |               |               |               |               |               |          |          |          |          |              |            |            |            | Agripa      |             |             |             |             |             |           |           |           |           |         |         |         |         |  |  |  |  |  |  |  |  |  |  |
|        |        |        |        |        |        |               |               |               |               |               |               |          |          |          |          |              |            |            |            |             |             |             |             |             |             |           |           |           |           |         |         |         |         |  |  |  |  |  |  |  |  |  |  |
|        |        |        |        |        |        |               |               |               |               |               |               |          |          |          |          |              |            |            |            | Ròmul       |             |             |             |             |             |           |           |           |           |         |         |         |         |  |  |  |  |  |  |  |  |  |  |
|        |        |        |        |        |        |               |               |               |               |               |               |          |          |          |          |              |            |            |            |             |             |             |             |             |             |           |           |           |           |         |         |         |         |  |  |  |  |  |  |  |  |  |  |
|        |        |        |        |        |        |               |               |               |               |               |               |          |          |          |          |              |            |            |            | Aventí      |             |             |             |             |             |           |           |           |           |         |         |         |         |  |  |  |  |  |  |  |  |  |  |
|        |        |        |        |        |        |               |               |               |               |               |               |          |          |          |          |              |            |            |            |             |             |             |             |             |             |           |           |           |           |         |         |         |         |  |  |  |  |  |  |  |  |  |  |
|        |        |        |        |        |        |               |               |               |               |               |               |          |          |          |          |              |            |            |            | Proca       |             |             |             |             |             |           |           |           |           |         |         |         |         |  |  |  |  |  |  |  |  |  |  |
|        |        |        |        |        |        |               |               |               |               |               |               |          |          |          |          |              |            |            |            |             |             |             |             |             |             |           |           |           |           |         |         |         |         |  |  |  |  |  |  |  |  |  |  |
|        |        |        |        |        |        |               |               |               |               |               |               |          |          |          |          |              |            |            |            |             |             |             |             |             |             |           |           |           |           |         |         |         |         |  |  |  |  |  |  |  |  |  |  |
|        |        |        |        |        |        |               |               |               |               |               |               |          |          |          |          |              |            |            |            |             |             |             |             |             |             |           |           |           |           |         |         |         |         |  |  |  |  |  |  |  |  |  |  |
|        |        |        |        |        |        |               |               |               |               |               |               |          |          |          |          | Numítor      | Numítor    | Numítor    | Numítor    | Numítor     | Numítor     |             |             |             |             | Amuli     | Amuli     | Amuli     | Amuli     | Amuli   | Amuli   |         |         |  |  |  |  |  |  |  |  |  |  |
|        |        |        |        |        |        |               |               |               |               |               |               |          |          |          |          | Numítor      | Numítor    | Numítor    | Numítor    | Numítor     | Numítor     |             |             |             |             | Amuli     | Amuli     | Amuli     | Amuli     | Amuli   | Amuli   |         |         |  |  |  |  |  |  |  |  |  |  |
|        |        |        |        |        |        |               |               |               |               |               |               |          |          |          |          | Rea Sílvia   | Rea Sílvia | Rea Sílvia | Rea Sílvia | Rea Sílvia  | Rea Sílvia  |             |             | Ares/Mart   | Ares/Mart   | Ares/Mart | Ares/Mart | Ares/Mart | Ares/Mart |         |         |         |         |  |  |  |  |  |  |  |  |  |  |
|        |        |        |        |        |        |               |               |               |               |               |               |          |          |          |          | Rea Sílvia   | Rea Sílvia | Rea Sílvia | Rea Sílvia | Rea Sílvia  | Rea Sílvia  |             |             | Ares/Mart   | Ares/Mart   | Ares/Mart | Ares/Mart | Ares/Mart | Ares/Mart |         |         |         |         |  |  |  |  |  |  |  |  |  |  |
|        |        |        |        |        |        |               |               |               |               |               |               |          |          |          |          |              |            |            |            |             |             |             |             |             |             |           |           |           |           |         |         |         |         |  |  |  |  |  |  |  |  |  |  |
|        |        |        |        |        |        |               |               |               |               |               |               |          |          |          |          |              |            |            |            |             |             |             |             |             |             |           |           |           |           |         |         |         |         |  |  |  |  |  |  |  |  |  |  |
|        |        |        |        |        |        |               |               |               |               |               |               | Hersília | Hersília | Hersília | Hersília | Hersília     | Hersília   |            |            | Ròmul       | Ròmul       | Ròmul       | Ròmul       | Ròmul       | Ròmul       |           |           | Rem       | Rem       | Rem     | Rem     | Rem     | Rem     |  |  |  |  |  |  |  |  |  |  |
|        |        |        |        |        |        |               |               |               |               |               |               | Hersília | Hersília | Hersília | Hersília | Hersília     | Hersília   |            |            | Ròmul       | Ròmul       | Ròmul       | Ròmul       | Ròmul       | Ròmul       |           |           | Rem       | Rem       | Rem     | Rem     | Rem     | Rem     |  |  |  |  |  |  |  |  |  |  |
|        |        |        |        |        |        |               |               |               |               |               |               |          |          |          |          |              |            |            |            |             |             |             |             |             |             |           |           |           |           |         |         |         |         |  |  |  |  |  |  |  |  |  |  |
|        |        |        |        |        |        |               |               |               |               |               |               |          |          |          |          | Reis de Roma |            |            |            |             |             |             |             |             |             |           |           |           |           |         |         |         |         |  |  |  |  |  |  |  |  |  |  |